# Lloyd Spooner
Lloyd Spencer Spooner (ur. 6 października 1884 w Fern Hill, zm. 20 grudnia 1966 w Bay Pines) – amerykański strzelec, multimedalista olimpijski.
W 1920 roku był porucznikiem 47 Pułku Piechoty, zaś cztery lata później został awansowany do stopnia kapitana. 
Na Letnich Igrzyskach Olimpijskich 1920 Spooner wystąpił w 13 konkurencjach, co uznaje się za rekord jeśli chodzi o liczbę występów na jednych igrzyskach. Na podium zawodów stawał 7 razy (wyczyn ten poprawił dopiero w 1980 roku Aleksandr Ditiatin). Tylko raz udało mu się tego dokonać w zawodach indywidualnych – w karabinie wojskowym leżąc z 600 m uplasował się na trzeciej pozycji, przegrywając ze Szwedami Johanssonem i Erikssonem. Pozostałe medale zdobył w turniejach drużynowych. Został mistrzem olimpijskim w karabinie dowolnym w trzech postawach z 300 m, karabinie wojskowym leżąc z 300 m, karabinie wojskowym leżąc z 600 m i w karabinie wojskowym leżąc z 300 i 600 m. W karabinie wojskowym stojąc z 300 m wywalczył srebrny medal, zaś na trzecim stopniu podium stanął w rundzie pojedynczej do sylwetki jelenia.

## Wyniki

### Igrzyska olimpijskie
| Igrzyska | Konkurencja                                     | Wynik                             | Miejsce | Źródło |
| -------- | ----------------------------------------------- | --------------------------------- | ------- | ------ |
| IO 1920  | Karabin dowolny, trzy postawy, 300 m            | 975 pkt. (341–306–328)            | 5       | [ 1 ]  |
| IO 1920  | Karabin dowolny, trzy postawy, 300 m, drużynowo | 4876 pkt. (druż.) 975 pkt. (ind.) |         | [ 2 ]  |
| IO 1920  | Karabin wojskowy leżąc, 300 m                   | 58 pkt.                           | 6       | [ 3 ]  |
| IO 1920  | Karabin wojskowy leżąc, 300 m, drużynowo        | 289 pkt. (druż.) 59 pkt. (ind.)   |         | [ 4 ]  |
| IO 1920  | Karabin wojskowy leżąc, 600 m                   | 59 pkt.                           |         | [ 5 ]  |
| IO 1920  | Karabin wojskowy leżąc, 600 m, drużynowo        | 287 pkt. (druż.) 57 pkt. (ind.)   |         | [ 6 ]  |
| IO 1920  | Karabin wojskowy stojąc, 300 m                  | 53 pkt.                           | 7       | [ 7 ]  |
| IO 1920  | Karabin wojskowy stojąc, 300 m, drużynowo       | 255 pkt. (druż.) 50 pkt. (ind.)   |         | [ 8 ]  |
| IO 1920  | Karabin wojskowy leżąc, 300 i 600 m, drużynowo  | 573 pkt. (druż.) 113 pkt. (ind.)  |         | [ 9 ]  |
| IO 1920  | Runda pojedyncza do sylwetki jelenia            | 30 pkt.                           | ?       | [ 10 ] |
| IO 1920  | Runda pojedyncza do sylwetki jelenia, drużynowo | 158 pkt. (druż.) 34 pkt. (ind.)   |         | [ 11 ] |
| IO 1920  | Runda podwójna do sylwetki jelenia              | 62 pkt.                           | ?       | [ 12 ] |
| IO 1920  | Runda podwójna do sylwetki jelenia, drużynowo   | 282 pkt. (druż.) 66 pkt. (ind.)   | 4       | [ 13 ] |